# 方山県 (江蘇省)
方山県（ほうざん-けん）は中華人民共和国江蘇省にかつて存在した県。現在の南京市六合区東部に相当する。
南北朝時代、東魏により設置された横山県を前身とする。北周により方山県と改称された。583年（開皇3年）、隋代により廃止され、管轄区域は六合県に編入された。